# Лалевич, Ежи
Ежи Лалевич (пол. Jerzy Lalewicz; июль 1875, г. Вилковишки, Сувалкская губерния — 1 декабря 1951, Буэнос-Айрес) — пианист-виртуоз, педагог, профессор Венской музыкальной академии и Национальной консерватории в Буэнос-Айресе.

## Биография
В детство и юность провел в Сувалкской губернии, где учился в школе и гимназии. Здесь же получил первые уроки игры на фортепиано.
Обладая необыкновенными музыкальными способностями, решил совершенствовать свои навыки в Санкт-Петербургской консерватории, одновременно изучая в Петербурге право (1894—1897).
Учился в классе фортепиано под руководством А. Н. Есиповой и в классе теории композиции у педагогов А. К. Лядова и Н. А. Римского-Корсакова. Окончил консерваторию в 1900 году с золотой медалью.
Высокое мастерство молодого исполнителя уже в период обучения было отмечено специальным дипломом на III международном конкурсе имени Рубинштейна в Вене. Этот успех открыл Ежи Лалевичу доступ в лучшие концертные залы. В 1901—1902 г. состоялись его многочисленные выступления в городах России, кроме того, в 1901 г. Е. Лалевич дал сольный концерт в Варшаве.
В 1902—1905 работал преподавателем высших курсов игры на фортепиано в одесской консерватории, а затем профессором консерватории музыкального общества Кракова. Проявил себя замечательным музыкальным педагогом и организатором. Воспитал много талантливых пианистов. Одновременно с этим давал сольные концерты, а также принимал участие в симфонических и камерных концертах, включая в программу своих выступлений, как классические, так и произведения современных ему польских композиторов. Часто выступал дуэтом с Г. Мельцером-Щавиньским и Игнацием Фридманом.
В 1909—1910 г. состоялись успешные турне пианиста Лалевича в Вену, Берлин, Мюнхен, Прагу и другие города Европы, принесшие ему широкое признание специалистов музыкального света, как виртуоза.
В 1912 г. он принял приглашение занять пост профессора Королевской и кайзеровской Академий музыки и исполнительского искусства в Вене, одном из главных культурных центров Европы, продолжая давать многочисленные сольные концерты в Австрии.
Начавшаяся первая мировая война серьëзно повлияла на музыкальную карьеру Лалевича. В 1919 г. он оставил Вену, переехал сперва в Польшу, а затем в Париж. В 1921 г. Ежи Лалевич эмигрировал в Аргентину и поселился в Буэнос-Айресе.
В начале зарабатывал, давая частные уроки музыки. Через 4 года занял пост профессора игры на фортепиано в национальной консерватории (Conservatoris National), где работал более четверти века до своей смерти 1 декабря 1951 г. В 1948 г. совершил своё последнее турне по США, где в Нью-Йорке записывался на радио.
Стараниями родственников прах пианиста был перевезен в Польшу и похоронен на кладбище Старые Повонзки в Варшаве.